# Cầu muối

Một tế bào điện hóa (giống như tế bào Daniell) có cầu muối bằng giấy lọc. Giấy đã được ngâm trong dung dịch Kali nitrat.

Trong điện hóa học, cầu muối hay cầu ion là một thiết bị trong phòng thí nghiệm dùng để kết nối các nửa pin oxi hóa và khử của pin điện (cell volta), một loại pin điện hóa. Nó duy trì tính trung hòa điện trong mạch bên trong. Nếu không có cầu muối, dung dịch trong một nửa pin sẽ tích lũy điện tích âm và dung dịch trong nửa pin còn lại sẽ tích lũy điện tích dương khi phản ứng diễn ra, nhanh chóng ngăn chặn phản ứng tiếp theo và do đó ngăn chặn việc sản xuất điện. Cầu muối thường có hai loại: ống thủy tinh và giấy lọc.

## Cầu ống thủy tinh
Một loại cầu muối bao gồm một ống thủy tinh hình chữ U chứa đầy chất điện phân tương đối trơ. Nó thường là sự kết hợp của các cation kali hoặc amoni và các anion chloride hoặc nitrat, có tính linh động tương tự trong dung dịch. Sự kết hợp này sẽ không phản ứng với bất kỳ hóa chất nào được sử dụng trong tế bào. Chất điện phân thường được gel hóa bằng agar-agar để giúp ngăn ngừa sự trộn lẫn các chất lỏng có thể xảy ra.
Độ dẫn điện của cầu ống thủy tinh phụ thuộc chủ yếu vào nồng độ của dung dịch điện phân. Ở nồng độ dưới mức bão hòa, việc tăng nồng độ sẽ làm tăng độ dẫn điện. Hàm lượng chất điện phân vượt quá mức bão hòa và đường kính ống hẹp có thể làm giảm độ dẫn điện.

## Cầu lọc giấy
Giấy xốp như giấy lọc có thể được sử dụng làm cầu muối nếu được ngâm trong chất điện phân thích hợp như chất điện phân dùng trong cầu ống thủy tinh. Không cần chất keo hóa vì giấy lọc cung cấp môi trường rắn để dẫn điện.
Độ dẫn điện của loại cầu muối này phụ thuộc vào một số yếu tố: nồng độ dung dịch điện phân, kết cấu của giấy và khả năng hấp thụ của giấy. Nói chung, kết cấu mịn hơn và độ thấm hút cao hơn tương đương với độ dẫn điện cao hơn.
Có thể sử dụng đĩa xốp hoặc các tấm chắn xốp khác giữa hai nửa tế bào thay cho cầu muối; những điều này cho phép các ion đi qua giữa hai dung dịch đồng thời ngăn chặn sự trộn lẫn lớn của các dung dịch.